# Milton Angier
Milton Angier (Milton Sanford Angier; * 28. Mai 1899 in Beardstown, Illinois; † 3. Mai 1967 in Staunton, Virginia) war ein US-amerikanischer Speerwerfer.
Bei den Olympischen Spielen 1920 in Antwerpen wurde er Siebter mit 59,275 m.
1920 und 1921 wurde er US-Meister. Seine persönliche Bestleistung von 62,11 m stellte er am 28. April 1923 in Des Moines auf.